# Amnesia: Rebirth
Amnesia: Rebirth — гра survival horror розроблена та видана Frictional Games. Вийшла для Microsoft Windows, Linux та PlayStation 4 20 жовтня 2020 року. Це третя частина у франшизі та є продовженням Amnesia: The Dark Descent (2010). Після релізу гра отримала загалом позитивні відгуки.

## Ігровий процес
Як і The Dark Descent, гра ведеться від першої особи. Гравець бере під свій контроль Тасі Тріанон, яка повинна блукати пустельними печерами і стародавніми гробницями, щоб знайти місцезнаходження своїх супутників. У грі тьмяно освітлено, і гравці повинні використовувати джерела світла, такі як власна паливна лампа Тасі, щоб добре бачити і знаходити шляхи просування. Гравці також можуть збирати сірники, які можна використовувати для запалювання смолоскипів і свічок. Гравці також повинні вирішувати різні головоломки, щоб просуватися в грі, і читати записки, залишені неігровими персонажами, щоб дізнатися більше про історію.
Як і в першій грі, рівень страху Тасі зростатиме поступово. Страх охоплюватиме Тасі, коли вона ходитиме у повній темряві, викликаючи галюцинації та шепіт у її голові. На екрані також з'являтимуться гротескні образи. Розв'язуючи головоломки, ховаючись від монстрів та керуючи джерелами світла, Тасі може контролювати свій страх, запобігаючи таким випадкам. У грі немає бойової системи, і коли Тасі стикається з надприродною істотою, вона може або втекти, або сховатися. На відміну від першої гри, коли гравця вбивають, гра не перезавантажує попередню точку збереження. Натомість вона переносить гравця трохи вперед, дозволяючи йому повністю уникнути зустрічі з монстром під час другої спроби.